# Moses Cordovero
Moses ben Jacob Cordovero (in ebraico משה קורדובירו ‎?; Safad, 1522 – 1570) è stato un rabbino e cabalista ottomano, importante figura rappresentativa dello sviluppo storico della Cabala ebraica, guida della scuola mistica del XVI secolo a Safad, noto anche con l'acronimo ebraico di Ramak.
Dopo la fioritura medievale della Cabala, centrata intorno alla Zohar, furono fatti tentativi per fornire un sistema intellettuale completo alla sua teologia. Influenzato dal successo precedente della filosofia ebraica nell'articolare uno studio razionale del pensiero ebraico, Moses Cordovero produsse la prima integrazione completa delle precedenti e divergenti scuole di interpretazione cabalistica. Sebbene fosse un mistico ispirato dall'immaginario opaco dello Zohar, per sistematizzare la Cabala Cordovero utilizzava il quadro concettuale dell'emanazionismo a causa ed effetto dall'Infinito Ein Sof ai Quattro Mondi finiti, il metodo di discorso di stile filosofico che riteneva più efficace nel descrivere un processo che rifletteva la logica e la coerenza sequenziali. Il suo lavoro enciclopedico divenne una fase centrale dello sviluppo cabalistico.
Subito dopo di lui a Safed, Isaac Luria articolò un sistema di teologia cabalistica con nuove dottrine suprarazionali che riproponevano il pensiero cabbalistico precedente. Mentre il lurianismo rimpiazzava lo schema cordoveriano, divenendo predominante nell'ebraismo, i suoi seguaci leggevano le opere del Ramak in armonia con i loro insegnamenti. Secondo loro il lurianismo descriveva i "Quattro Mondi" della Rettificazione (Tikun), mentre Cordovero descriveva il Mondo della Pre-rettificazione (Tohu). Entrambe queste articolazioni del Rinascimento mistico del XVI secolo a Safed, diedero alla Cabala una prominenza che rivaleggiò quella del Razionalismo medievale, la cui influenza sociale  sull'ebraismo era ormai tramontata dopo l'espulsione delle comunità ebraiche dal regno di Spagna.

## Biografia

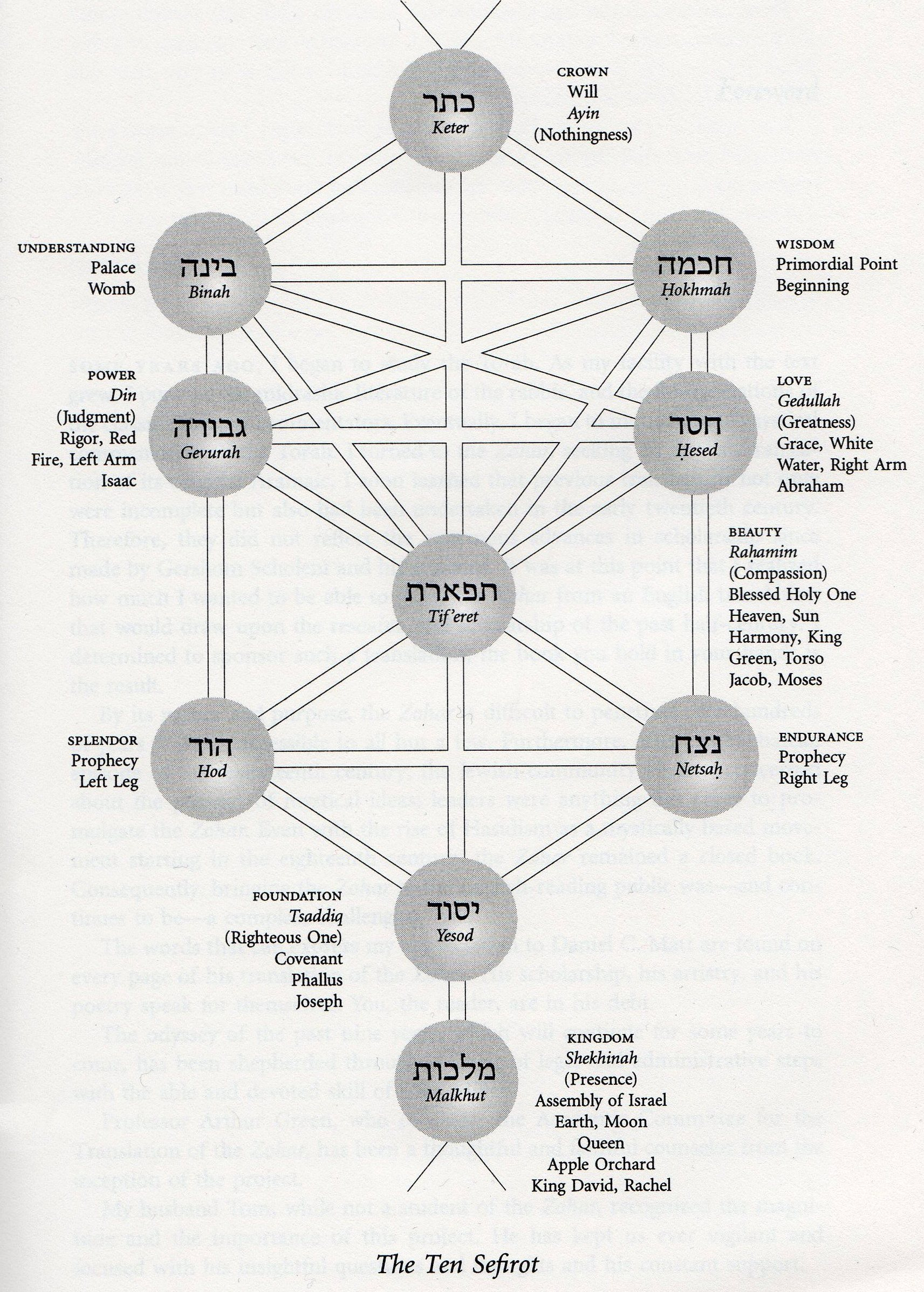
Albero della Vita

Il suo luogo di nascita è sconosciuto, ma il nome Cordovero fa pensare che la sua famiglia provenisse da Cordova, in Spagna, e forse fuggì durante l'espulsione degli ebrei nel 1492, durante l'Inquisizione spagnola. La sua firma ebraica [Cordoeiro] comunque indica una lunga permanenza in Portogallo.
Il Ramak nacque o si trasferì a Safed nella Terra d'Israele, la città che presto sarebbe diventata un famoso centro di Cabala e di creatività mistica. Sebbene non coinvolto in studi mistici fino al suo ventesimo anno, il Ramak subito dopo si guadagnò una reputazione di genio straordinario e scrittore prolifico. Oltre alla sua conoscenza della Cabala, fu un profondo studioso talmudico e uomo di grande maestria nel pensiero filosofico ebraico, e venne molto rispettato in questi campi. Tuttavia, contrariamente alla credenza popolare il Ramak non fu uno dei rabbini che ricevettero la speciale semicha ("ordinazione") da Rabbi Jacob Berab nel 1538, insieme a Rabbi Joseph Caro (l'insegnante di Cordovero in Halakhah), Rabbi Mosè di Trani, Rabbi Yosef Sagis e Rabbi Moshe Alshich. Nel suo insieme e per la posterità, il Ramak viene ricordato per la sua erudizione nella Cabala speculativa e pratica, ma durante la sua vita fu rinomato come rettore della Yeshivah per gli immigrati portoghesi a Safed.

### Studi e opere
Secondo la sua stessa testimonianza nell'introduzione al Pardes Rimonim, nel 1542, all'età di vent'anni, il Ramak sentì una "voce celeste", che lo invitava a studiare la Cabala con il cognato, il rabbino Shlomo Halevi Alkabetz, compositore del brano mistico Lecha Dodi. Fu quindi iniziato ai misteri dello Zohar. Il giovane Ramak non solo apprese tutto il testo, ma decise anche di riorganizzare i temi cabalistici fin da allora conosciuti e presentarli in modo strutturato. Ciò portò alla composizione del suo primo libro, Pardes Rimonim ("Giardino dei melograni"), che fu completato nel 1548 e che gli procurò molta fama, dandogli la reputazione di brillante cabalista e pensatore lucido. Come è noto, il Pardes è una sistematizzazione di tutto il pensiero cabalistico fino a quel momento, proponendo una riconciliazione tra le varie prime scuole e gli insegnamenti concettuali dello Zohar, al fine di dimostrare un'unità essenziale e una base filosofica auto-consistente della Cabala.
La sua seconda opera - un magnum opus intitolato Ohr Yakar ("Luce Preziosa") - un commentario in 16 volumi della letteratura zoharica nella sua interezza, al quale Cordovero si dedicò per quasi tutta la vita. Alcune parti di Ohr Yakar sono state pubblicate con titoli separati, come per esempio Shiur Qomah, Tefilah le-Moshe, ecc.
Altri noti libri scritti dal Ramak sono Tomer Devorah ("La palma di Debora"), in cui l'autore utilizza i concetti cabalistici delle Sephirot ("Attributi divini") per descrivere un sistema di moralità ed etica; Ohr Neerav, una giustificazione dell'importanza dello studio cabalistico, con un'introduzione ai metodi spiegati in Pardes Rimonim; Elimah Rabbati, un trattato molto astratto sulle questioni cabalistiche che ruotano attorno alla Divinità e alla Sua relazione con le Sephirot; Sefer Gerushin, una composizione breve ed intima che caratterizza l'inclinazione fortemente devozionale di Cordovero, come anche il suo ascetismo e pietà religiosa. Alcune parti delle opere del Ramak sono ancora in forma di manoscritto, mentre i testi esistenti indicano molte altre composizioni che Cordovero voleva scrivere o aveva effettivamente scritto - ma sono andate perse.

### Discepoli
Verso il 1550, il Ramak fondò un'accademia cabalistica a Safed, in Israele, che guidò per oltre vent'anni, fino alla morte. Secondo una leggenda ebraica, si narra che il profeta Elia si rivelò a Cordovero. Tra i suoi discepoli si annoverano molti luminari di Safed, tra cui Eliyahu de Vidas, autore di Reshit Chochmah ("Inizio di Saggezza") e Rabbi Hayim Vital, che in seguito divenne lo scriba ufficiale e divulgatore degli insegnamenti di Rabbi Isaac Luria.
Il Ramak ebbe per moglie la sorella di Solomon Alkabetz e un figlio di nome Gedaliah (1562–1625), che fu il promotore di numerosi libri del Ramak pubblicati a Venezia verso il 1584-7. Gedaliah fu sepolto a Gerusalemme, dove passò gran parte della propria vita, dopo esser ritornato da Venezia.

## Interpretazioni cabalistiche dopo Cordovero
Secondo la tradizione, Isaac Luria (noto col soprannome acronimo "Ari" o "Arizal") arrivò a Safed esattamente  nel giorno del funerale di Moses Cordovero nel 1570. Quando accompagnò la processione funebre si rese conto di essere il solo a vedere una colonna di fuoco che seguiva la salma. Lo Zohar descrive questa rivelazione spirituale come segno che colui che vedeva il fuoco doveva ereditare la successione di guida del defunto. Tuttavia, siccome Luria aveva ricevuto istruzioni di trovare il discepolo prescelto a Safed, Hayim Vital, per rivelargli i suoi nuovi insegnamenti, Luria evitò di accettare la guida della scuola cabalistica fino a sei mesi dopo, quando Rabbi Hayim Vital glielo chiese. L'Ari visse solo due anni dopo tale carica, fino al 1572, ma in quei pochi mesi rivoluzionò il sistema concettuale della Cabala, con le sue nuove dottrine ed il suo sistema filosofico.
Le due scuole di Cabala cordoveriana e lurianica forniscono due resoconti alternativi e due sintesi della teologia completa della Cabala fino ad allora, in base alla loro interpretazione dello Zohar. Dopo la diffusione pubblica dello Zohar nel Medioevo, diversi tentativi vennero fatti per offrire un sistema intellettuale completo di teologia alle diverse scuole e interpretazioni. Influenzato dal precedente successo razionale della filosofia ebraica, in particolare l'opera di Maimonide, nella produzione di una sistematica articolazione intellettuale dell'Ebraismo, il Ramak creò la prima sistematizzazione accettata della Kabbalah, in base alla sua categorizzazione e studio razionale. I successivi seguaci  dell'Ari videro i loro insegnamenti in armonia con lo Zohar e il sistema del Ramak, in un'interpretazione più profonda, ma il nuovo sistema di Isaac Luria rivelò dottrine  completamente nuove, come anche nuove descrizioni delle idee cabalistiche precedenti. Col tempo la Cabala luriana emerse come sistema dominante; tuttavia le opere del Ramak sono ancora molto apprezzate e anche ampiamente studiate.

## Opere
- "Pardes Rimonim" o "Pardes haRimmonim" ("Un giardino di melograni") - primo libro di Cordovero, che gli assicurò fama e una reputazione di genio mistico; pare non essere presente una versione tradotta in italiano sebbene vi sia in lingua inglese.
- Ohr Yakar ("Una luce preziosa") - La sua Magnum opus di 16 volumi nella sua forma manoscritta, che lo occupò per tutta la vita - un commentario classico dello Zohar, del Sefer Yetzirah e altri derivati zoharici. La relativa pubblicazione venne completata nel 2005 a Gerusalemme (in 22 volumi). Alcune parti - come la Tefilah le-Moshe e Shiur Qomah furono pubblicate separatamente.
- Tomer Devorah ("La palma [di] Deborah" o "L'albero di Palme di Devorah"), una popolare opera di letteratura Musar, disponibile nella traduzione inglese di Rabbi Moshe Miller (1993). Presente anche tradotta in lingua italiana.
- "Eilima Rabbati" - non tutta pubblicata.
- Ohr Neerav ("Una luce amabile" - che può anche significare "una luce mista" o "una luce oscurata")- esiste in traduzione inglese con note di Ira Robinson (1994) ed in italiano edita presso Providence College.
- " Sefer Gerushin" ("Il libro delle proscrizioni") - una divulgazione dei seguaci di Cordovero e la loro devozione, nella periferia di Safed. Testo molto informativo in materia di pietà devozionale e l'utilizzo del paesaggio come mediatore tra cielo e terra.